# Neuville-en-Beaumont
Neuville-en-Beaumont é uma comuna francesa na região administrativa da Normandia, no departamento Mancha. Estende-se por uma área de 1,67 km². Em 2010 a comuna tinha 32 habitantes (densidade: 19,2 hab./km²).